# Жасін Бардаґе
Жасі́н Бардаґе́-і-Сантало́ чи Вердаґе́-і-Сантало́ (кат. Jacint Verdaguer i Santaló, вимова літературною каталанською [ʒə’sin bəɾðə’ɡe], * 17 травня 1845, м. Фулґаролас — † 10 червня 1902, муніципалітет Вальвідре́ра, зараз район Барселони) — один з найвизначніших каталаномовних поетів періоду романтизму та «Ранашє́нси» — національного каталонського відродження XIX — поч. XX ст., «Цар поетів Каталонії» (кат. Príncep dels poetes catalans). 
У каталанських країнах відомий також під іменем «Паноте́ць Сі́нту Бардаґе́» (кат. Mossèn Cinto Verdaguer), оскільки Жасін Бардаґе був священником.
Інші можливі варіанти написання імені та прізвища українською мовою – Жасі́н(т) (або Жасі́нто) Вердаґе́(р).

## Життєпис

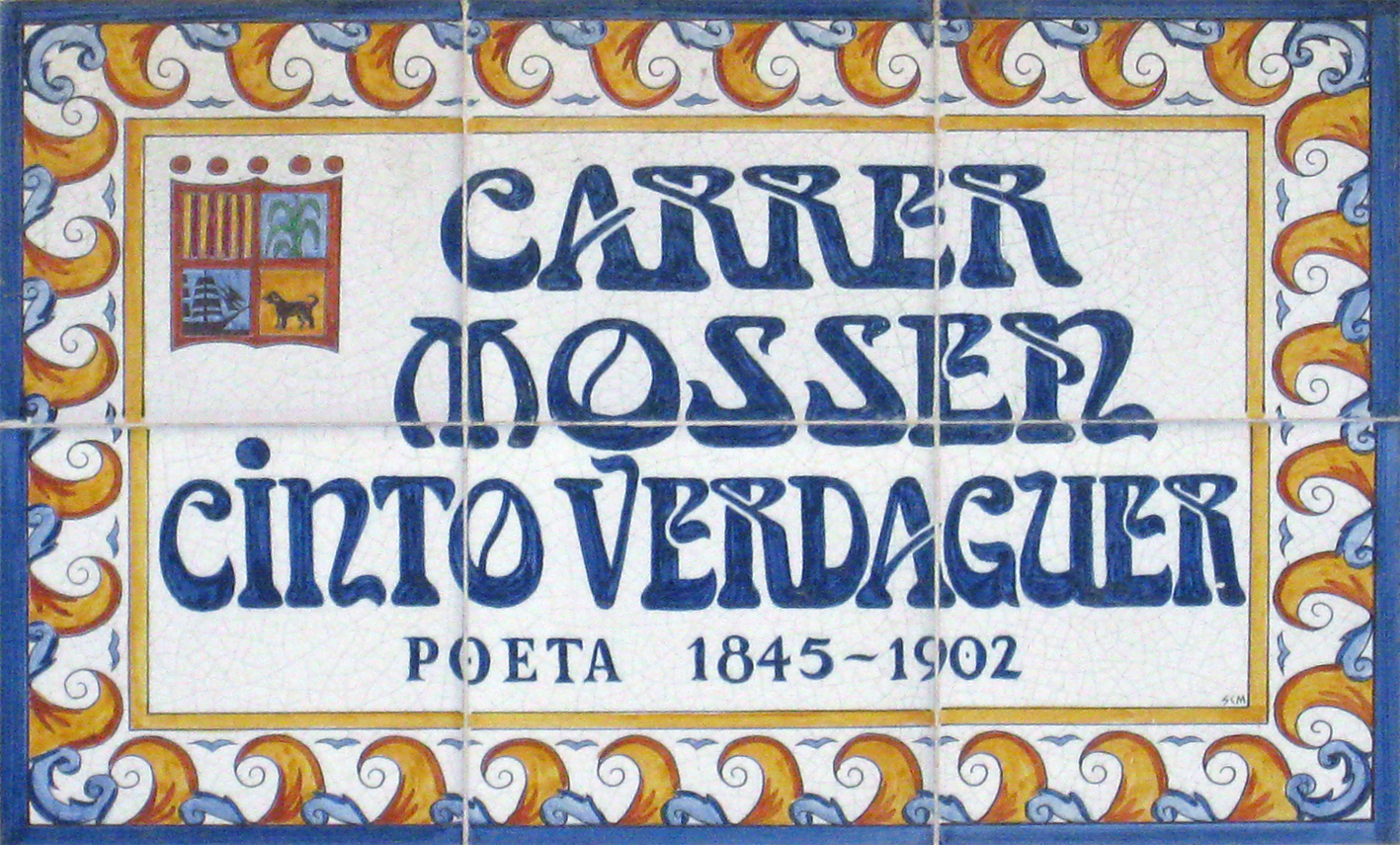
Табличка «вул. Панотця Сінту Бардаґе» у м. Канет-да-Мар, Каталонія.

Жасін Бардаґе-і-Сантало народився 17 травня 1845 року в муніципалітеті Фулґаро́лас, кумарка (район) Узона, Каталонія. Батьками були Жузе́п Бардаґе́-і-Урде́ш (1817—1876) та Жузе́па Сантало́-і-Пла́нас (1819—1871). Жасін був третьою дитиною у родині з 8 дітьми, з яких вижило лише троє. До 11 років вів пересічне життя звичайної дитини, був розвинений фізично, релігійністю не відзначався.
1856 р. (11 років) – поступив до релігійної семінарії у місті Бік. У 1863 році (18 років) – починає працювати приватним вчителем у селищі Кан-То́на, зараз муніципалітет Кальдатенас, міський район Сан-Марті́-да-Ріудапе́рас.
1865 року (20 років) бере участь у поетичному змаганні «Жокс Флура́лс» (дослівно, «Квіткові ігри») у Барселоні, виграє 4 призи. У 1866 році (21 рік) виграє ще 2 рази на поетичних змаганнях «Жокс Флуралс».
У 24 вересня 1870 року (25 років) Жасін був висвячений на священника єпископом Льюї́сом Журдо́ю у місті Біку. У жовтні Жасін служить свою першу мессу в прихистку Св. Георгія. Наступного дня Жасін служить свою другу мессу у прихистку Св. Франциска.
У 1873 році (28 років) було опубліковано твір Жасіна Бардаґе «Пристрасть Господа нашого Ісуса Христа» (кат. Passió de Nostre Senyor Jesucrist). Подорожує до Північної Каталонії, де вперше в житті Жасін побачив гору Канігу, яка є одним з символів Каталонії. У грудні стає корабельним священником на судні «Трансатлантичної компанії».
У 1876 році (31 рік) під час рейсу з Куби в Іспанію на кораблі «Ciudad Condal» Жасін Бардаґе закінчує свою найвизначнішу поему «Атлантида» (кат. L'Atlàntida). У 1877 році (32 роки) журі «Жокс Флуралс» за поему «Атлантида» дає Жасіну премію провінції Барселона.
У 1878 році (33 роки) Жасін подорожує до Рима, де зустрічається з Папою римським Левом XIII, який згадуває поему «Атлантида».
У 1880 р. (35 років) виграв три премії «Жокс Флуралс», проголошений Mestre en Gai Saber (дослівно, «знавець веселого знання»). Публікація книги «Монсаррат» (кат. Montserrat). 1883 року (38 років) було написано «Оду Барселоні». Міська рада Барселони громадським коштом видає твір накладом 100 тис. екземплярів.
У 21 травня 1886 року (41 рік) єпископ Мурґа́дас (кат. Morgades) у Ріпольському монастирі проголошує Жасіна Бардаґе «Поетом Каталонії». Опубліковано поему «Канігу», присвячену Реконкісті. Того ж року Жасін відвідує Святу землю.
У 1893 році (48 років) завершує написання трилогії «Дитина Ісус» (кат. Jesús Infant). У 1894 році (49 років) написано книги «Кущі троянд, що цвітуть цілоріч» (кат. Roser de tot l'any) та «Побажання доброго пастора» (кат. Veus del bon pastor).
У 1902 році (57 років) переїжджає з вул. Араго́ у Барселоні у сусіднє містечко Бальбідре́ра (зараз один з кварталів Барселони). Помирає 10 червня 1902 року о 17.50.

## Вірш «Емігрант»
| L'Emigrant Dolça Catalunya, Pàtria del meu cor, Quan de tu s'allunya D'enyorança es mor. I Hermosa vall, bressol de ma infantesa, Blanc Pirineu, Marges i rius, ermita al cel suspesa, Per sempre adéu! Arpes del bosc, pinsans i caderneres, Cantau, cantau, Jo dic plorant a boscos i riberes: Adéu-siau! II ¿On trobaré tos sanitosos climes, Ton cel daurat? Mes ai, mes ai ! ¿On trobaré tes cimes, Bell Montserrat? Enlloc veuré, ciutat de Barcelona, Ta hermosa Seu, Ni eixos turons, joiells de la corona Que et posà Déu. III Adéu, germans: adéu-siau, mon pare, No us veure més! Oh! si al fossar on jau ma dolça mare, Jo el llit tingués! Oh mariners, lo vent que me'n desterra Que em fa sofrir! Estic malalt, mes ai! tornau-me a terra, Que hi vull morir! | «Емігрант» (дослівний переклад) Ніжна Каталоніє, Вітчизно мого серця. Коли від тебе віддаляюсь - Вмираю я від туги за тобою. І Гарна долино, колиска мого дитинства, Й білі Піренеї, О, береги річок і притулку пустельника під насупленим небом, Прощавайте ви всі назавжди ! Дерева, що шумлять так, наче арфи грають, зяблики та щиголі, Що все співають та співають ... А я, плачучи, говорю лісам та річок берегам, Прощавайте ! ІІ Де ж знайти такий здоровий клімат, як у тебе, Де знайти ще таке золотаве небо, Боже мій, Боже мій! Де ж знайти ще такі високі скелі, Як у Монсарраті ? О, Барселоно, ніде я не побачу більше такий гарний катедральний собор, Ані твоїх пагорбів, що є коштовним камінням у Божественній короні. ІІІ Прощавайте, браття, на все добре, батьку, - ми ніколи не побачимося ! На цвинтарі лежиш ти, моя мила мамо, А я усе ще в ліжку сплю. О, мореплавці ! Вітер, що гонить мене на чужину, так змушує страждати ! Хворію я, о Боже мій ! Поверни мене на землю, бо на землі хотів би я померти. |